# موت تي غريني
موت تي غريني (بالإنجليزية: Mott T. Greene)‏ هو مؤرخ أمريكي، ولد في 1945.